# Mycosphaerella pini
Mycosphaerella pini là một loài Ascomycetes trong họ Mycosphaerellaceae. Loài này được Rostrup miêu tả khoa học đầu tiên năm.
Đây là loài gây hại của cây Pinus radiata, phát triển phổ biến ở Chile.